# Rheinau-Hafengesellschaft Nr. 1 bis 7
Die Lokomotiven Nummer 1 bis 7 der Rheinau-Hafengesellschaft waren  Rangier-Tenderlokomotiven, die ursprünglich für den Betrieb im Hafen Mannheim bestimmt waren. Sie gelangten 1904 in den Bestand der Großherzoglich Badischen Staatseisenbahnen und wurden in die Gattung X a eingeordnet. Die Lokomotiven wurden bis 1925 ausgemustert.

## Geschichte
Für den Betrieb auf den Anschlussbahnen des Hafengeländes beschaffte die private Rheinau-Hafengesellschaft ab 1898 sieben dreifachgekuppelte Rangierlokomotiven von der Maschinenbau-Gesellschaft Karlsruhe. Für die Bedienung der vielen Anschlussgleise im Hafengelände mit vielen Rangierfahrten war die Lokomotive mit guter Dampfentwicklung und kleinen Rädern optimal ausgelegt. Mit der Übernahme des Hafens 1904 durch das Großherzogtum Baden wurde die Badische Staatsbahn mit der Betriebsführung beauftragt. Die Lokomotiven wurden in die neu geschaffene Gattung X a eingeordnet. Im vorläufigen Umzeichnungsplan der Deutschen Reichsbahn von 1923 waren noch sechs Lokomotiven als 89 501 bis 89 506 verzeichnet. Eine Umzeichnung 1925 erfolgte nicht mehr, die Lokomotiven waren in zwischen von Maschinen der Gattung X b abgelöst worden.

## Konstruktive Merkmale
Die Lokomotiven verfügten über einen innenliegenden Blechrahmen. Der dreischüssige Langkessel besaß eine glatte äußere Büchse. Der Dampfdom saß auf dem mittleren Kesselschuss. Die Einströmrohre waren innenliegend. Das Ramsbottom-Wöhler-Sicherheitsventil saß auf dem Stehkessel.
Das waagerecht angeordnete Zweizylinder-Naßdampftriebwerk arbeitete auf die mittlere Kuppelachse. Die Allan-Steuerung war außenliegend.
Die Blattfedern lagen unterhalb der Achsen. Die Federpakete der ersten und zweiten Kuppelachse waren durch Ausgleichshebel verbunden. Der Achsstand der drei Achsen war unterschiedlich. Zwischen der ersten und der zweiten Achse betrug er 1600 mm und zwischen der zweiten und dritten Achse 1700 mm. Die Wurfhebelbremse wirkte auf die zweite und dritte Achse.
Der Sandkasten saß auf dem hinteren Kesselschuss. Es wurde die mittlere Achse von beiden Seiten gesandet. Die Wasserkästen waren zu beiden Seiten angeordnet. Der Kohlebehälter war auf der links vor dem Führerhaus angeordnet. Durch die große Menge an Vorräten (4 m³ und 2,2 t Kohle) konnte die Lokomotive relativ lange im Einsatz bleiben, ohne Vorräte ergänzen zu müssen.